# Sociedad Arqueológica de Atenas

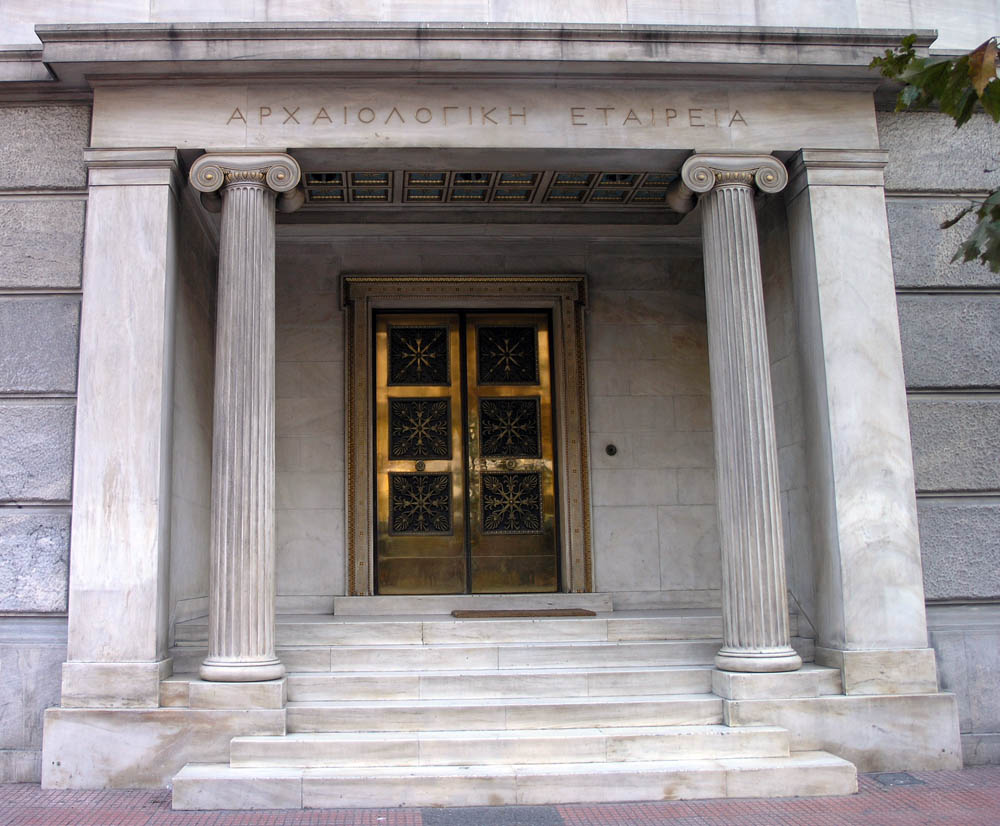
Fachada de la sede de la Sociedad Arqueológica de Atenas.

La Sociedad Arqueológica de Atenas (en griego, Η Εν Αθήναις Αρχαιολογική Εταιρείαν Αθήναις Αρχαιολογική Εταιρεία) es uno de los principales organismos arqueológicos de  Grecia.

## Historia
La Sociedad fue fundada en 1837, bajo el patronazgo del rey Otón, como el primer instituto del recién independizado Estado Griego para promover y explorar el legado de la antigua Grecia en general y de Atenas en particular. Su primer presidente fue Ludwig Ross.
Inmediatamente después de su creación, la Sociedad llevó a cabo amplios programas arqueológicos. En 1839-1840 emprendió las excavaciones en Atenas, poniendo al descubierto la Torre de los Vientos, el Monumento de Trasilo, los Propileos de la Acrópolis y el Erecteion. Entre 1840 y 1841 sacó a la luz el Teatro de Dioniso.
Después de una pausa debida a dificultades financieras, la Sociedad patrocinó excavaciones en Atenas todos los años entre 1858 y 1894. Al mismo tiempo, la Sociedad fundó varios grandes museos en Atenas, que más tarde se fusionaron para formar el Museo Arqueológico Nacional de Atenas.
La Sociedad desempeñó un papel importante en la concesión de diversos sitios arqueológicos griegos a institutos extranjeros que se los disputaban (Escuela Francesa de Atenas, Instituto Arqueológico Alemán de Atenas, Escuela Americana de Estudios Clásicos de Atenas, Escuela Británica de Atenas, etc.).

## Publicaciones
La Sociedad publica un resumen anual de los trabajos de sus diversas misiones y una revista que presenta los resultados detallados.